# Carbondale (Pennsylvania)
Carbondale is een plaats (city) in de Amerikaanse staat Pennsylvania, en valt bestuurlijk gezien onder Lackawanna County.

## Demografie
Bij de volkstelling in 2000 werd het aantal inwoners vastgesteld op 9804.
In 2006 is het aantal inwoners door het United States Census Bureau geschat op 9319, een daling van 485 (-4,9%).

## Geografie
Volgens het United States Census Bureau beslaat de plaats een oppervlakte van
8,4 km², geheel bestaande uit land. Carbondale ligt op ongeveer 392 m boven zeeniveau.

## Plaatsen in de nabije omgeving
De onderstaande figuur toont nabijgelegen plaatsen in een straal van 12 km rond Carbondale.